# Beckhoff Automation
Beckhoff Automation es una empresa activa en todo el mundo con sede en Verl, Renania del Norte-Westfalia, Alemania. Está especializada en el desarrollo y la producción de tecnología de automatización. Beckhoff Automation es uno de los líderes del mercado en este segmento.  La empresa existe desde los años ochenta y sigue siendo gestionada por la familia propietaria.

## Historia
Beckhoff Automation fue fundada en Alemania en 1980 por Hans Beckhoff.. La empresa comenzó con el desarrollo de tecnología de control para la automatización de máquinas e instalaciones y desde entonces se ha convertido en un proveedor líder en este campo. A lo largo de los años, Beckhoff Automation ha adquirido varias patentes y ha fundado numerosas filiales en todo el mundo.
En la década de 1990, la empresa introdujo la tecnología de control basada en personal computer, que simplificó enormemente la automatización de máquinas e instalaciones. Esta tecnología ganó popularidad rápidamente y Beckhoff se estableció como pionero innovador en este campo.
Desde entonces, Beckhoff Automation ha ampliado continuamente su cartera de productos y se ha introducido en numerosos sectores nuevos, como la automatización de edificios y la industria de procesos. La empresa también ha ampliado su presencia mundial, sobre todo en el mercado asiático, y ha abierto filiales en China, Japón e India, entre otros lugares .
En los últimos años, Beckhoff Automation también ha intensificado sus desarrollos en el campo de la robótica. Además, se ha incrementado notablemente el compromiso con la sostenibilidad, lo que también se refleja en la propia cartera de productos de la empresa, por ejemplo en soluciones para la gestión de la energía.

## Estructura
Beckhoff Automation es una empresa familiar dirigida por Hans Beckhoff. La sede de la empresa en Alemania alberga los departamentos centrales de la empresa, como desarrollo, producción, administración, ventas, marketing, asistencia y servicio.
Beckhoff Automation emplea a más de 5000 personas en todo el mundo, que generan más de 1.100 millones de euros. La empresa mantiene 40 filiales u oficinas de representación en todo el mundo. Estas unidades colaboran estrechamente con la sede central y apoyan la comercialización y distribución mundial de los productos. En total, la empresa está representada en más de 75 países de todo el mundo.
Beckhoff Automation es miembro de varias asociaciones industriales y ha establecido colaboraciones con otras empresas e instituciones del sector de la automatización. La empresa sigue procesos sostenibles y se compromete a minimizar su impacto ambiental y el consumo de recursos y a promover una producción más ecológica.

## Productos
Beckhoff Automation ofrece una amplia gama de productos y soluciones para la tecnología de automatización. Entre ellos se incluyen PC industriales, componentes de I/O, tecnología de accionamiento, software de automatización, automatización sin armarios de control y visión artificial. La empresa está especializada en el desarrollo y la aplicación de tecnología de control abierto que permite a los clientes controlar sus plantas y máquinas con flexibilidad y eficacia.
Beckhoff Automation también ofrece servicios complementarios como formación, soporte técnico y consultoría de desarrollo para ayudar a los clientes a implementar y operar sus soluciones de automatización.